# 东召乡
东召乡，是中华人民共和国河北省邢台市广宗县下辖的一个乡镇级行政单位。

## 行政区划
东召乡下辖以下地区：
东召村、西魏村、后魏村、前魏村、北苏村、田家屯村、邓家屯村、乔家屯村、郭家屯村、板台集村、板台屯村、西板台村、东屯村、西召集村、西屯村、西常屯村和东常屯村。